# Invictus (film)
Invictus is een film van regisseur Clint Eastwood en is op 11 december 2009 in wereldpremière gegaan. De film is gebaseerd op onder meer het leven van Nelson Mandela. De hoofdrollen worden vertolkt door Morgan Freeman en Matt Damon. De film baseerde zich verder ook op het boek Playing The Enemy: Nelson Mandela And the Game That Made A Nation van schrijver John Carlin.
Invictus werd genomineerd voor onder meer de Academy Award voor beste hoofdrolspeler (Morgan Freeman) en die voor beste bijrolspeler (Matt Damon).

## Verhaal
Na het verdwijnen van apartheid in Zuid-Afrika begint Nelson Mandela aan zijn eerste ambtstermijn als president van het Afrikaanse land. In 1995 wordt hij de gastheer van de Wereldbeker Rugby, een sportevenement waarmee hij zijn verdeeld land probeert te verenigen. Francois Pienaar, de aanvoerder van het Zuid-Afrikaanse team, werd dan ook in geen tijd het symbool van de post-apartheid.

## Rolverdeling
- Morgan Freeman: Nelson Mandela
- Matt Damon: Francois Pienaar

## Trivia
- De titel van de film is de titel van een van de lievelingsgedichten van Nelson Mandela. Het is een gedicht van William Ernest Henley. Het is Latijn voor "onoverwinnelijk".
- Tijdens de pre-productie droeg de film de volgende werktitels: Playing The Enemy, The Human Factor en Untitled Clint Eastwood Nelson Mandela Project.
- Clint Eastwood en Morgan Freeman werkten eerder al samen aan Unforgiven (1992) en Million Dollar Baby (2004). Beide films wonnen een Oscar in de categorie Beste Film.